# Notozomus bronwenae
Notozomus bronwenae är en spindeldjursart som beskrevs av Harvey 2000. Notozomus bronwenae ingår i släktet Notozomus och familjen Hubbardiidae. Inga underarter finns listade i Catalogue of Life.